# Turstin Haldup
Turstin Haldup, Turstin Halduc ou Turstin Haloup, connu également sous le nom de Richard Turstin Haldup († apr. 1079) est un baron normand vivant au XIe siècle, fondateur de l'abbaye de Lessay.

## Biographie
Appartenant à une famille scandinave implantée dans le duché de Normandie, Turstin Haldup, fils de Turtain Gotz 
est un grand seigneur du Cotentin et du Calvados, baron de La Haye-du-Puits et du Plessis dans la région de Coutances. Connu également sous le (pré)nom de Richard, l'origine de son surnom reste obscure et il apparaît dans les chartes sous les noms de Tu(r)stinus Haralduc ou de Tu(r)stinus/Torstinus Haldup. Le surnom Haldup (ou Haldub) viendrait du vieux norrois halfr (« demi ») et daufr (« sourd »).
Sous le règne du duc Guillaume le Bâtard, il devient vicomte du Cotentin, succédant probablement à Néel II de Saint-Sauveur ou à son successeur, Robert Bertrand de Bricquebec. Lié par alliance aux ducs de Normandie, il avait épousé une certaine Anna (ou Emma), qui appartenait à la famille ducale et qui pourrait être une fille de Richard II de Normandie.
Avec sa femme Anne, Turstin Haldup fonde en 1056 (ou 1064) un monastère à Lessay en l'honneur de la « Sainte Trinité » et de la « Sainte Vierge », sur les conseils de l'évêque de Coutances Geoffroy de Montbray et avec l'assentiment du duc Guillaume.

## Descendance
De son union avec Anna (ou Emma), Turstin a au moins trois enfants :
- Raoul, sénéchal du comte Robert de Mortain, mort en croisade ;
- Odon ou Eudes[note 3], surnommé « (au) C(h)apel »[note 4] (cognomento « cum capello ») ou « le Sénéchal » (dapifer), qui deviendra vicomte du Cotentin ;
- Emma, qui épousera l'un des fils de Guillaume Giroie, Arnaud d'Echauffour († 1064 assassiné).

Robert de la Haye († v. 1135), neveu d'Eudes, s'installera dans le royaume d'Angleterre et épousera Muriel, fille et héritière du noble anglo-saxon Colswein de Lincoln (l'un des deux seuls seigneurs anglo-saxons de premier rang à figurer dans le Domesday Book) : leur fils Richard († v. 1169) deviendra connétable du château de Lincoln (cité en 1155) et shérif du Lincolnshire.